# Stenaelurillus ambiguus
Stenaelurillus ambiguus là một loài nhện trong họ Salticidae.
Loài này thuộc chi Stenaelurillus. Stenaelurillus ambiguus được J. Denis miêu tả năm 1966.